# Sucker (álbum)
Sucker (estilizado como SUCKER) es el segundo álbum de estudio de la cantante y compositora  Charli XCX, lanzado el 15 de noviembre de 2014 bajo el sello discográfico Asylum y Atlantic. El álbum recibió críticas positivas, alabando su nuevo estilo y acabó siendo incluido en muchas listas a finales de año de mejores discos de los últimos doce meses. Del álbum se lanzaron los sencillos «Boom Clap», «Break The Rules» y «Doing It» (en esta última, en colaboración con la cantante Rita Ora.)
Charli promocionó el álbum a través de una serie de apariciones en público y en actuaciones en vivo por televisión, así como apareciendo en el Jingle Ball Tour 2014. El álbum fue promocionado en la gira Girl Power North America Tour, que duró de septiembre a octubre de 2014. También participó en los actos de apertura de los conciertos europeos de The Prismatic World Tour de Katy Perry en 2015.

## Antecedentes
En 2013, Charli lanzó su primer álbum de estudio a nivel comercial, True Romance. El álbum recibió críticas positivas por parte de algunos críticos musicales, quienes alabaron el estilo único. Sin embargo, el álbum fracasó en las listas musicales de los principales mercados de la industria musical. El 13 de marzo de 2014, reveló a Complex que había comenzado a trabajar en su segundo álbum de estudio con el vocalista de Weezer, Rivers Cuomo y Rostam Batmanglij de Vampire Weekend. También fueron confirmados el dúo Stargate y John Hill como productores. En una entrevista con la revista DIY, declaró que había escrito el disco para las chicas y quería que sintieran "un sentido de empoderamiento". Charli explicó que el estilo del álbum seguía siendo pop, pero tenía "un muy gritón, poder de chica, banda de chicas, Bow Wow Wow" al mismo tiempo. También dijo en una entrevista con Idolator que Sucker contendría influencias punk.
El 7 de enero de 2015, se anunció que el lanzamiento europeo del álbum sería retrasado una vez más al 16 de febrero de 2015, junto con una nueva lista de canciones, en la que se incluye la nueva versión de «Doing It» con Rita Ora, así como las canciones «So Over You» y «Red Balloon».

## Promoción
En apoyo del álbum, Charli XCX se embarcó en la gira Girl Power North America Tour en 2014. La gira se inició en Orlando, Florida el 26 de septiembre y finalizó en San Francisco, California el 25 de octubre. También interpretó las canciones de Sucker como parte de la lista de canciones de Jingle Ball Tour 2014, y actuó en los conciertos europeos de Prismatic World Tour de Katy Perry en febrero y marzo de 2015. Charli promocionó además el álbum en una gira de 8 conciertos por Reino Unido en 2015, que comenzó en Brighton el 24 de marzo y terminó en Birmingham el 2 de abril.

## Sencillos
«Boom Clap», fue el primer sencillo lanzado de Sucker, fue lanzado mundialmente el 17 de junio de 2014. Fue originalmente parte de la banda sonora original de la película The Fault in Our Stars. La canción fue un éxito comercial, alcanzando el puesto número seis en la lista de sencillos de Reino Unido y el número ocho en Billboard Hot 100. La canción ha vendido más de un millón de copias en los Estados Unidos, recibiendo una certificación de sencillo de platino por la Asociación de Industria Discográfica de Estados Unidos, y certificado como sencillo de plata por parte de la Industria Fonográfica Británica.
«Break the Rules», fue lanzado como segundo sencillo del álbum. La canción y su vídeo musical de acompañamiento fueron lanzados el 25 de agosto de 2014. La canción fue moderadamente exitosa, alcanzando el puesto número diez en Australia, el número cuatro en Alemania, el número seis en Austria y estuvo por debajo del cuarenta en Francia, Noruega, Bélgica y Reino Unido. Por otra parte, la canción alcanzó el número noventa y uno en la lista Billboard Hot 100 de los Estados Unidos.
«Doing It», fue lanzado el 6 de febrero de 2015 como el tercer sencillo del álbum. La versión para el sencillo colabora la cantante inglesa Rita Ora. Los detalles de la colaboración emergieron cuando apareció una lista de canciones para la BBC Radio 1 en Twitter donde se incluía la canción. Alcanzó el puesto número ocho en la lista de sencillos de Reino Unido.

### Otras canciones
Las canciones «London Queen» y «Gold Coins» fueron estrenadas como avance del álbum el 6 de octubre y el 17 de noviembre, respectivamente. Los vídeos musicales de las canciones «Breaking Up» y «Famous» fueron lanzados el 2 de diciembre de 2014 y el 23 de marzo de 2015, respectivamente. En noviembre de 2014 la canción que formaba parte del bonus track europeo, «Red Balloon» fue usada en el tráiler de la película animada, Home. La canción también se incluyó en la banda sonora original, revisada por Rihanna.

## Recepción de la crítica
En Metacritic, que asigna una calificación normalizada de 100 a los comentarios de los críticos principales, Sucker recibió una puntuación media de 75, basado en 27 opiniones. En la calificación de la publicación de cuatro estrellas por la revista Rolling Stone, Will Hermes afirma "En Sucker hay gesto retro: Charlie ejecuta guitarras y actitud rock & roll del álbum a través de bastante producción y tipo local digital para hacer de esta la primera iteración totalmente actualizada de pop punk en las edades... Como muchos de los placeres del pop aquí, es un sentimiento que nunca pasa de moda". Miles Raymer escribió para la revista Entertainment Weekly, en un revisión A-, sugiere "SUCKER es pop-punk, redefinió radicalmente y arrastró, con los dedos medios agitando, hacia el futuro.". La revisión de tres de cuatro estrellas provino de USA Today por Brian Mansfield, donde dice que "Sucker de Charli XCX no sólo retoca el oído del pop dulce, ella es destructiva, entonces curiosea con los bits más brillantes del asfalto. Todavía es dulce una vez cuando ella termina de adherirse con el regreso pero tiene un poco de crisis, también." En una revisión de cuatro estrellas para AllMusic, Heather Phares dice "Sucker es una mezcla la juventud y la sofisticación es más que un poco volátil, veces se siente como Charli XCX sigue averiguando lo que realmente funciona para su música... Sin embargo, tiene éxito como a una introducción a Charli XCX la estrella del pop, conservando su composición y actitud de látigo inteligente."

### Reconocimientos
El álbum fue nombrado el mejor álbum de pop del año por  Rolling Stone , quien dijo: "Charli XCX es la estrella del pop que 2014 estaba esperando: una sabia compositora que es la chica más divertida en cualquier habitación. La artista de 22 años entró en la suya con  Sucker , un motín de adolescentes que agitaba los dedos del medio agrupados en 13 gemas punky. Es una fiesta de baile, un foso de mosh y un mitin feminista. definitivamente a cargo. "   Spin lo clasificó como el sexto álbum pop de 2014, comentando que "el segundo largometraje de Charli se afeita con las atmósferas densas y los paisajes sonoros de ensueño". Mientras tanto, Jason Lipshutz de  Billboard  aparece en la lista de  Sucker  como el segundo mejor álbum pop de 2014.  NME  en la lista  Sucker  como el 32 ° mejor álbum de 2015.
| Publication   | Accolade                      | Year | Rank |
| ------------- | ----------------------------- | ---- | ---- |
| NME           | NME's Albums of the Year 2015 | 2015 | 32   |
| Rolling Stone | 50 Best Albums of 2014        | 2014 | 6    |

## Rendimiento comercial
Sucker debutó en el número 28 en los Estados Unidos Billboard 200 con ventas en la primera semana de 28.907 copias, lo que lo convierte en el primer álbum de Charli en ingresar a la lista. El álbum ingresó a UK Albums Chart en el número 15, vendiendo 5.622 copias en su primera semana.

## Lista de canciones
- Edición estándar[42]

| Sucker |                        |                                                                                     |                                |          |  |
| N.º    | Título                 | Escritor(es)                                                                        | productor(es)                  | Duración |  |
| 1.     | «Sucker»               | Charlotte Aitchison Justin Raisen Jerry James                                       | Raisen James                   | 2:42     |  |
| 2.     | «Break The Rules»      | Aitchison Steve Mac Tor E. Hermansen Mikkel S. Eriksen Daniel Omelio Magnus Høiberg | Mac StarGate Cashmere Cat      | 3:23     |  |
| 3.     | «London Queen»         | Aitchison Raisen James Ariel Rosenberg Remi Nicole                                  | Raisen                         | 2:51     |  |
| 4.     | «Breaking Up»          | Aitchison Patrik Berger Noonie Bao Markus Krunegård                                 | P. Berger John Hill            | 2:17     |  |
| 5.     | «Gold Coins»           | Aitchison P. Berger                                                                 | P. Berger Hill Stefan Gräslund | 3:02     |  |
| 6.     | «Boom Clap»            | Aitchison P. Berger Fredrik Berger Gräslund                                         | P. Berger Gräslund             | 2:49     |  |
| 7.     | «Doing It»             | Aitchison Ariel Rechtshaid Jarrad Rogers Bao Matthew Burns                          | Rechtshaid Rogers              | 3:48     |  |
| 8.     | «Body of My Own»       | Aitchison P. Berger Christian Olsson                                                | P. Berger                      | 2:45     |  |
| 9.     | «Famous»               | Aitchison Greg Kurstin                                                              | Kurstin                        | 3:52     |  |
| 10.    | «Hanging Around»       | Aitchison Rivers Cuomo Raisen James                                                 | Raisen                         | 3:18     |  |
| 11.    | «Die Tonight»          | Aitchison P. Berger Bao Krunegård Pontus Winnberg Rostam Batmanglij Andrew Wyatt    | P. Berger                      | 2:51     |  |
| 12.    | «Caught in the Middle» | Aitchison Benjamin Levin Nick van Hofwegen                                          | Benny Blanco                   | 3:01     |  |
| 13.    | «Need Ur Luv»          | Aitchison Batmanglij Bao Wyatt                                                      | Batmanglij                     | 3:45     |  |

- Edición Exclusiva Target Deluxe (bonus track)

| Sucker |                                 |                                                |                                        |          |  |
| N.º    | Título                          | Escritor(es)                                   | Producer(s)                            | Duración |  |
| 14.    | «Money (That's What I Want)»    | Janie Bradford Berry Gordy                     | Raisen                                 | 2:06     |  |
| 15.    | «Break the Rules» (Femme remix) | Aitchison Mac Hermansen Eriksen Omelio Høiberg | Mac Stargate Cashmere Cat Mikko Gordon | 3:52     |  |

- Edición europea[43]

| Sucker |                           |                                                             |                   |          |  |
| N.º    | Título                    | Escritor(es)                                                | Producer(s)       | Duración |  |
| 7.     | «Doing It» (con Rita Ora) | Aitchison Rechtshaid Rogers Bao Burns                       | Rechtshaid Rogers |          |  |
| 11.    | «So Over You»             | Aitchison Levin Khan                                        |                   | 2:49     |  |
| 12.    | «Die Tonight»             | Aitchison P. Berger Bao Krunegård Winnberg Batmanglij Wyatt | P. Berger         | 2:51     |  |
| 13.    | «Caught in the Middle»    | Aitchison Levin Hofwegen                                    | Benny Blanco      | 3:01     |  |
| 14.    | «Need Ur Luv»             | Aitchison Batmanglij Bao Wyatt                              | Batmanglij        | 3:45     |  |

- Edición Latinoamericana

| Sucker |                             |                                                                                     |                                |          |  |
| N.º    | Título                      | Escritor(es)                                                                        | productor(es)                  | Duración |  |
| 1.     | «Sucker»                    | Charlotte Aitchison Justin Raisen Jerry James                                       | Raisen James                   | 2:42     |  |
| 2.     | «Break The Rules»           | Aitchison Steve Mac Tor E. Hermansen Mikkel S. Eriksen Daniel Omelio Magnus Høiberg | Mac StarGate Cashmere Cat      | 3:23     |  |
| 3.     | «London Queen»              | Aitchison Raisen James Ariel Rosenberg Remi Nicole                                  | Raisen                         | 2:51     |  |
| 4.     | «Breaking Up»               | Aitchison Patrik Berger Noonie Bao Markus Krunegård                                 | P. Berger John Hill            | 2:17     |  |
| 5.     | «Gold Coins»                | Aitchison P. Berger                                                                 | P. Berger Hill Stefan Gräslund | 3:02     |  |
| 6.     | «Boom Clap»                 | Aitchison P. Berger Fredrik Berger Gräslund                                         | P. Berger Gräslund             | 2:49     |  |
| 7.     | «Doing It» (con Rita Ora)   | Aitchison Ariel Rechtshaid Jarrad Rogers Bao Matthew Burns                          | Rechtshaid Rogers              | 3:48     |  |
| 8.     | «Body of My Own»            | Aitchison P. Berger Christian Olsson                                                | P. Berger                      | 2:45     |  |
| 9.     | «Famous»                    | Aitchison Greg Kurstin                                                              | Kurstin                        | 3:52     |  |
| 10.    | «Hanging Around»            | Aitchison Rivers Cuomo Raisen James                                                 | Raisen                         | 3:18     |  |
| 11.    | «So Over You»               | Aitchison Khan Naughty Boy Levin                                                    |                                | 3:08     |  |
| 12.    | «Die Tonight»               | Aitchison P. Berger Bao Krunegård Winnberg Batmanglij Wyatt                         | P. Berger                      | 2:51     |  |
| 13.    | «Caught In The Middle»      | Aitchison Benjamin Levin Nick van Hofwegen                                          | Benny Blanco                   | 3:01     |  |
| 14.    | «Need Ur Luv»               | Aitchison Batmanglij Bao Wyatt                                                      | Batmanglij                     | 3:45     |  |
| 15.    | «Red Balloon» (Bonus Track) | Aitchison Hermansen Eriksen Høiberg                                                 |                                | 3:29     |  |

## Charts
| Chart (2014–15)                 | Peak position |
| ------------------------------- | ------------- |
| Australia (ARIA)                | 53            |
| Austria (Ö3 Austria)            | 44            |
| Bélgica (Ultratop flamenca)     | 61            |
| Bélgica (Ultratop valona)       | 47            |
| Países Bajos (Album Top 100)    | 65            |
| Francia (SNEP)                  | 42            |
| Alemania (Media Control Charts) | 57            |
| Hungría (MAHASZ)                | 13            |
| Irlanda (IRMA)                  | 17            |
| Italia (FIMI)                   | 81            |
| Japón (Oricon)                  | 70            |
| México (AMPROFON)               | 62            |
| España (PROMUSICAE)             | 59            |
| Suiza (Schweizer Hitparade)     | 33            |
| Reino Unido (UK Albums Chart)   | 15            |
| Estados Unidos (Billboard 200)  | 28            |

## Personal
Créditos adaptados de la edición Europea de Sucker.
Musicos
- Charli XCX – vocals
- Justin L. Raisen – drum programming, guitars (tracks 1, 3, 10); backing vocals, synthesisers (tracks 1, 3); OP-1 (track 10)
- Jerry James – drum programming (track 1); bass (tracks 1, 3); backing vocals (track 3)
- Cashmere Cat – additional programming (track 2); all instruments, programming (track 15)
- Chris Laws – drums (track 2)
- Steve Mac – keys (track 2)
- Dano "Robopop" Omelio – guitars (track 2)
- Steve Pearce – bass (track 2)
- Daniel Pursey – percussion (track 2)
- Macy McCutcheon – additional girl vocals (track 2)
- Bea Rexstrew – additional girl vocals (track 2)
- Kirstin Hume – additional girl vocals (track 2)
- Katie Littlewood – additional girl vocals (track 2)
- Shags Chamberlain – bass, backing vocals (track 3)
- Ariel Pink – synthesisers, mouth organ, backing vocals (track 3)
- Remi Nicole – additional vocals (track 3); backing vocals (track 4)
- Patrik Berger – all instruments, programming (tracks 4, 5, 8, 12); backing vocals (track 12)
- John Hill – programming (tracks 4, 5); all instruments (track 5)
- Markus Krunegård – piano, additional vocals (track 4); all instruments, programming, backing vocals (track 12)
- Noonie Bao – additional vocals (tracks 4, 7, 14)
- Matthew Eccles – drums (track 4)
- Keefus Ciancia – additional keys (track 5)
- Stefan Gräslund – additional programming (track 5)
- Rita Ora – featured vocals (track 7)
- Mr. Rogers – drums, bass, programming (track 7)
- Ariel Rechtshaid – programming (track 7)
- Christian Olsson – all instruments, programming (track 8)
- Greg Kurstin – guitar, bass, keys (track 9)
- Aaron Redfield – drums (track 9)
- Naughty Boy – instrumentation (track 11)
- Benny Blanco – instrumentation (tracks 11, 13); programming (track 13)
- Martin Stilling – all instruments, programming (track 12)
- Lars Skoglund – drums (track 12)
- Andrew Wyatt – backing vocals (tracks 12, 14)
- Young & Sick – instrumentation, programming (track 13)
- Sarah Chernoff – backing vocals (track 14)
- Angel Deradoorian – backing vocals (track 14)
- Andrew Blakemore – backing vocals (track 14)
- Mikkel S. Eriksen – all instruments, programming (track 15)
- Tor Erik Hermansen – all instruments, programming (track 15)

Técnicos
- Justin L. Raisen – production, engineering (tracks 1, 3, 10)
- Jerry James – production (track 1); engineering (tracks 1, 3)
- Rob Orton – mixing (tracks 1, 2, 4, 6, 7, 12, 14)
- Tony Lake – additional engineering (tracks 1, 2, 4, 6, 7, 12, 14)
- Caleb Laven – vocal editing (tracks 1, 3)
- Steve Mac – production (track 2)
- Stargate – production (tracks 2, 15)
- Cashmere Cat – production (tracks 2, 15)
- Chris Laws – engineering (track 2)
- Daniel Pursey – engineering (track 2)
- Dave Schiffman – mixing (tracks 3, 8, 10)
- Patrik Berger – production (tracks 4–6, 8, 12); engineering (tracks 4, 8, 12)
- John Hill – co-production (track 4); production (track 5)
- Niek Meul – engineering (track 4)
- Chris Kasych – engineering (tracks 4, 5)
- John Morrical – engineering (track 4)
- Martin Cooke – engineering (track 4)
- Martin Stilling – engineering assistance (tracks 4, 8); engineering (track 12)
- Stefan Gräslund – additional production (track 5); production (track 6)
- Mark "Spike" Stent – mixing (tracks 5, 9, 11, 13)
- Geoff Swan – mixing assistance (tracks 5, 9, 11, 13)
- Ariel Rechtshaid – production (track 7)
- Mr. Rogers – production, engineering (track 7)
- Josh Gudwin – production, recording (Rita Ora's vocals) (track 7)
- Christian Olsson – production (track 8)
- Greg Kurstin – production, engineering (track 9)
- Alex Pasco – additional engineering (track 9)
- Julian Burg – additional engineering (track 9)
- Nick Rowe – vocal editing (track 10)
- Naughty Boy – production (track 11)
- Benny Blanco – production (tracks 11, 13)
- Chris "Anger Management" Sclafani – engineering (tracks 11, 13)
- Andrew "McMuffin" Luftman – production coordination (tracks 11, 13)
- Seif "Mageef" Hussain – production coordination (tracks 11, 13)
- Young & Sick – production (track 13)
- Rostam – production (track 14)
- Mikkel S. Eriksen – recording (track 15)
- Miles Walker – recording (track 15)
- Phil Tan – mixing (track 15)
- Daniela Rivera – additional engineering for mix (track 15)
- Stuart Hawkes – mastering
- Charli XCX – executive production

Artwork
- Frank Fieber – design, layout
- Harry Fieber – illustration
- Bella Howard – photography